# Józef Wieczorek (żużlowiec)
Józef Wieczorek (ur. 8 marca 1926 w Tarnowskich Górach, zm. 19 kwietnia 1994) – polski żużlowiec.

## Życiorys
Wychowanek klubu Górnik Rybnik. W klubie tym jeździł w latach 1951–1960. Po zakończeniu czynnej kariery zawodniczej pozostał w Górniku Rybnik jako główny trener Górnika (ROW) Rybnik.
Pięciokrotny medalista Drużynowych Mistrzostw Polski, trzykrotnie złoty (1956–1958), jednokrotnie srebrny (1959) oraz brązowy (1951).
Józef Wieczorek był pięciokrotnie sklasyfikowany w Indywidualnych Mistrzostw Polski. Najlepszą pozycję zajął w 1957 roku gdzie był dziesiąty. Finalista Memoriału Alfreda Smoczyka w 1959. Trzykrotny finalista Criterium Asów. Finalista Memoriału Zbigniewa Raniszewskiego w 1960.
W swoim dorobku trenerskim miał takich zawodników jak Andrzej Wyglenda oraz Antoni Woryna.

## Osiągnięcia[1][2][3]

### Drużynowe mistrzostwa Polski na żużlu– sezon zasadniczy
| Sezon | Klub          | Miejsce | Liga    | Średnia/bg | Średnia/mc | Pkt   | Bonusy | Razem | Komplety    | Biegi | Mecze |
| ----- | ------------- | ------- | ------- | ---------- | ---------- | ----- | ------ | ----- | ----------- | ----- | ----- |
| 1951  | Górnik Rybnik |         | I Liga  | 1,444      | 3,333      | 30    | 9      | 39    | –           | 27    | 9     |
| 1952  | Górnik Rybnik | 6       | I Liga  | 1,600      | 4,200      | 21    | 3      | 24    | –           | 15    | 5     |
| 1953  | Górnik Rybnik | 5       | I Liga  | 2,133      | 6,200      | 31    | 1      | 32    | –           | 15    | 5     |
| 1954  | Górnik Rybnik | 7       | I Liga  | 2,378      | 6,933      | 104   | 3      | 107   | 4           | 45    | 15    |
| 1955  | Górnik Rybnik | 1       | II Liga | b.d.       | b.d.       | b.d.  | b.d.   | b.d.  | b.d.        | b.d.  | b.d.  |
| 1956  | Górnik Rybnik |         | I Liga  | 2,170      | 7,571      | 106   | 9      | 115   | 2           | 53    | 14    |
| 1957  | Górnik Rybnik |         | I Liga  | 2,153      | 8,321      | 116,5 | 10,5   | 127   | 1 – (1 pł.) | 59    | 14    |
| 1958  | Górnik Rybnik |         | I Liga  | 1,856      | 6,536      | 91,5  | 18     | 109,5 | 1 – (1 pł.) | 59    | 14    |
| 1959  | Górnik Rybnik |         | I Liga  | 2,234      | 7,250      | 87    | 18     | 105   | 2 – (2 pł.) | 47    | 12    |
| 1960  | Górnik Rybnik | 5       | I Liga  | 1,711      | 7,300      | 73    | 4      | 77    | –           | 45    | 10    |

Podsumowanie wyników w najwyższej klasie rozgrywkowej w Polsce w sezonie zasadniczym:
| Sezony | Średnia/bg | Średnia/mc | Pkt | Bonusy | Razem | Komplety        | Biegi | Mecze |
| ------ | ---------- | ---------- | --- | ------ | ----- | --------------- | ----- | ----- |
| 9      | 2,015      | 6,735      | 660 | 75,5   | 735,5 | 10 – (4 płatne) | 365   | 98    |

### Indywidualne mistrzostwa Polski na żużlu[4]
- 1954 – 5 Turniejów – 14. miejsce – 5 pkt
- 1955 – 4 Turnieje – 16. miejsce – 6 pkt
- 1956 – 3 Turnieje – 15. miejsce – 10 pkt
- 1957 – Finał – Rybnik – 10. miejsce – 7 pkt → wyniki
- 1958 – Ćwierćfinał – Gorzów Wlkp. – 12. miejsce – 5 pkt
- 1959 – Finał – Rybnik – 12. miejsce – 6 pkt → wyniki
- 1960 – Półfinał – Rybnik – 12. miejsce – 7 pkt

### Memoriał Alfreda Smoczyka
- 1959 – Leszno – 6. miejsce – 7 pkt

### Criterium Asów
- 1953 – Bydgoszcz – 11. miejsce – 4 pkt
- 1955 – Bydgoszcz – 13. miejsce – 3 pkt
- 1957 – Bydgoszcz – 11. miejsce – 7 pkt

### Memoriał Zbigniewa Raniszewskiego
- 1960 – Bydgoszcz – 8. miejsce – 8 pkt